# Fumaria platycarpa
Fumaria platycarpa är en vallmoväxtart som beskrevs av Lidén. Fumaria platycarpa ingår i släktet jordrökar, och familjen vallmoväxter. Inga underarter finns listade i Catalogue of Life.